# Syntetisk gummi
Syntetisk gummi er kunstig fremstillet gummi i modsætning til latex, der laves af saften fra træer.
De mest brugte syntetiske gummityper er:
- SBR - Styren-butadien gummi. Generel gummitype, med egenskaber der på mange måder minder om naturgummi (NR)
- BR - Butadien gummi. Bruges sammen med SBR i dækfabrikation, og giver mere fleksibilitet til gummiblandinger
- CR - Clorepren gummi. Nogen oliebestandighed, bedre varmebestandighed end SBR/BR. Fremragende modstandsdygtighed mod flex-revner, hvilket gør det vældigt egnet til f.eks. kileremme, så længe temperaturkravene er begrænsede.
- EPDM - Ethylen Propylen gummi. God varmebestandighed, meget ringe oliebestandighed, og generelt dårlig bestandighed mod flex-revner.

Gummi er kendetegnet ved at være vulkaniseret, hvilket betyder, at der lægges tværbindinger ind mellem polymerkæderne for hver 30 til 50 kulstofatomer i kæderne. Langt det meste gummi er svovl-vulkaniseret, hvilket betyder, at tværbindingerne består af svovlatomer.
De ovennævnte gummityper kan ikke bruges til noget i sig selv, men skal blandes med andre råvarer for at få brugbare egenskaber.
Gummiblandinger kan bl.a. opdeles i lyse og sorte gummiblandinger, hvor brugen af kønrøg (kulstøv) til sorte blandinger generelt giver bedre blandinger.
En typisk gummiblanding til f.eks. dæk kan bestå af:
| Bestanddel | Mængde | Formål                             |
| ---------- | ------ | ---------------------------------- |
| SBR gummi  | 80     | Polymer                            |
| BR gummi   | 20     | Fleksibilitet                      |
| Zinkoxid   | 5      | Katalysator til vulkanisering      |
| Stearin    | 2      | Katalysator til vulkanisering      |
| IPPD/TMQ   | 4      | Aktiv beskyttelse mod oxidering mm |
| Voks       | 2      | Beskyttelse mod ozonrevner         |
| Kønrøg     | 66     | Styrke/hårdhed                     |
| Olie       | 15     | Fleksibilitet/blødhed/             |
| Svovl      | 2      | Vulkanisering                      |
| CBS        | 1,5    | Accelerator til vulkanisering      |
| TMTD       | 0,5    | Accelerator til vulkanisering      |